# 丰望乡
丰望乡，是中华人民共和国甘肃省天水市清水县下辖的一个乡镇级行政单位。

## 行政区划
丰望乡下辖以下地区：
王杨村、槐树村、磨上嘴村、邢来村、甘涝池村、徐山村、付崖村、高何村、红湾村、南家铺村、车河村、柏树村和陈马村。